# Alice Eve

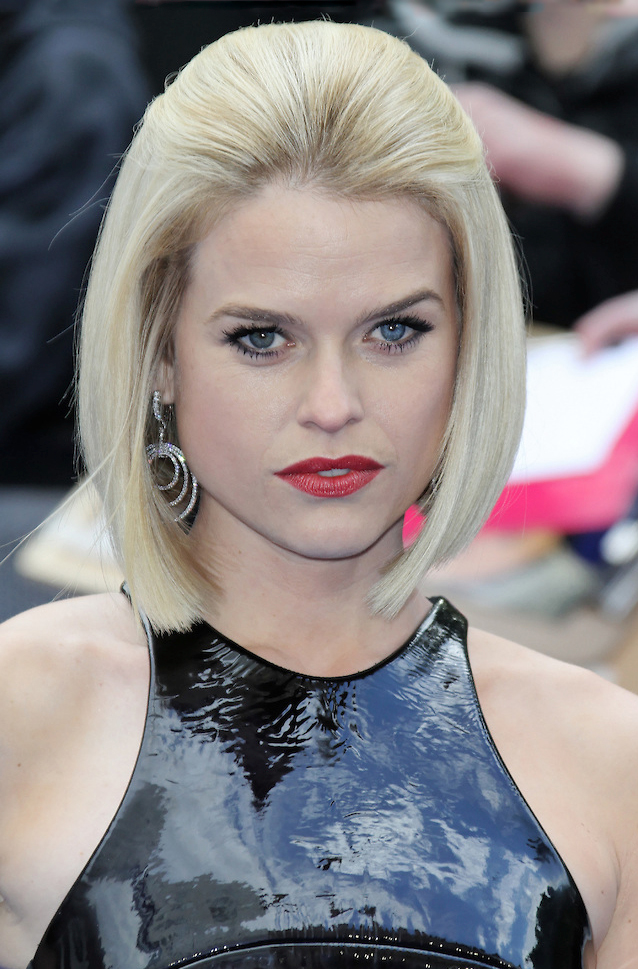
Alice Eve (2012)

Alice Sophia Eve (* 6. Februar 1982 in London) ist eine britische Schauspielerin.

## Leben und Karriere
Eve wurde als Tochter der Schauspieler Trevor Eve und Sharon Maughan geboren. Sie hat zwei jüngere Brüder, Jack und George, und ist in Großbritannien sowie in Los Angeles aufgewachsen. Sie besuchte die Bedales School und absolvierte ihr A-Level an der Londoner Westminster School. Während ihres Gap Years studierte sie am Beverly Hills Playhouse sowie Englisch am Oxforder St Catherine’s College. Während ihrer Zeit in Oxford spielte sie in Inszenierungen der Studenten wie An Ideal Husband oder Animal Crackers (Musical).
Eve begann ihre Karriere bei Fernsehfilmen der BBC wie The Rotters’ Club, Poirot und Hawking sowie in einer kleinen Rolle im Film Stage Beauty (2004). 2006 spielte sie eine bedeutende Rolle in den Filmen Starter for 10 und Big Nothing. Im selben Jahr arbeitete sie an dem Miniseriendrama Losing Gemma, welches den Rucksacktourismus thematisiert. Ebenfalls 2006 erschien sie in Rock ’n’ Roll, einem neuen Theaterstück von Tom Stoppard am Royal Court Theatre und wiederholte 2007 ihre Rolle, als das Stück am Broadway gespielt wurde. Für ihre Leistung wurde sie in der Kategorie der besten Nebendarstellerin des Theatregoers’ Choice Award nominiert. 2009 spielte sie die Roxane in Cyrano de Bergerac am Chichester Festival Theatre. In dem Film Crossing Over spielte sie die Rolle der australischen Einwanderin Claire Shepard. 2010 erschien der US-Film Zu scharf um wahr zu sein (in dem ihre Eltern die Rolle der Eltern ihrer Filmfigur spielten). Außerdem ist sie im 2010 erschienenen Film Sex and the City 2 zu sehen, in dem sie ein Kindermädchen darstellt. 2012 spielte sie die weibliche Hauptrolle in der Verfilmung von Edgar Allan Poes The Raven. In Star Trek Into Darkness (2013) spielte sie die Rolle der Dr. Carol Marcus. Weitere Film- und Fernsehauftritte folgten. 2018 war sie in der Serie Marvel’s Iron Fist zu sehen und spielte neben Keanu Reeves in Replicas.

## Filmografie (Auswahl)
- 2004: Hawking – Die Suche nach dem Anfang der Zeit (Hawking, Fernsehfilm)
- 2004: Stage Beauty

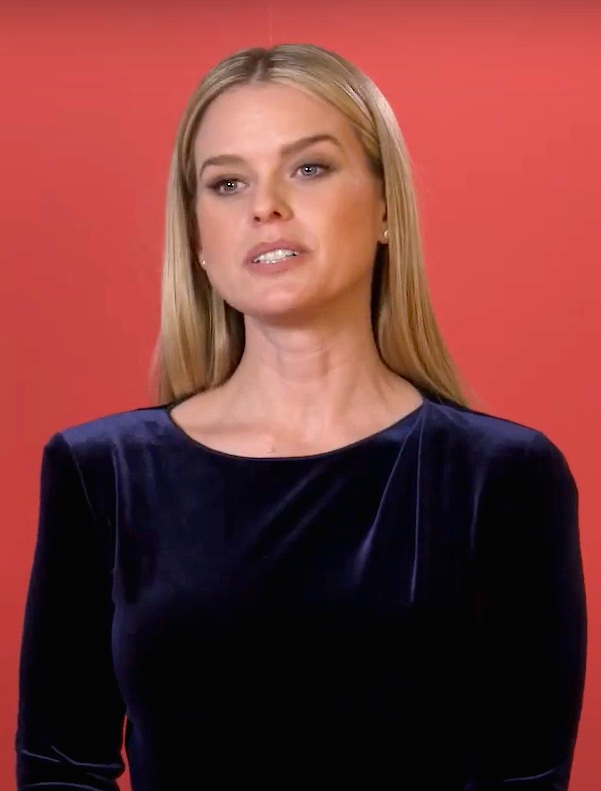
Alice Eve (2021)

- 2005: The Rotters’ Club (Fernsehserie, 3 Folgen)
- 2005: Beethoven (Miniserie)
- 2005: Agatha Christie’s Poirot – Der blaue Express (The Mystery of the Blue Train, Fernsehfilm)
- 2006: Starter for 10
- 2006: Big Nothing
- 2006: Losing Gemma (Fernsehfilm)
- 2007: The Amazing Trousers (Kurzfilm)
- 2009: Crossing Over
- 2010: Zu scharf um wahr zu sein (She’s Out of My League)
- 2010: Sex and the City 2
- 2011: Wer ist die Braut? (The Decoy Bride)
- 2011: Entourage (Fernsehserie, 4 Folgen)
- 2012: ATM – Tödliche Falle (ATM)
- 2012: Please, Alfonso
- 2012: Men in Black 3
- 2012: The Raven – Prophet des Teufels (The Raven)
- 2013: Cold Comes the Night
- 2013: Star Trek Into Darkness
- 2013: Decoding Annie Parker
- 2014: Nachts im Museum: Das geheimnisvolle Grabmal (Night at the Museum: Secret of the Tomb)
- 2014: Before We Go
- 2014: Some Velvet Morning
- 2015: Lithgow Saint (Kurzfilm)
- 2015: Entourage
- 2015: Dirty Weekend
- 2016: Ruf der Macht – Im Sumpf der Korruption (Misconduct)
- 2016: Das Jerico Projekt (Criminal)
- 2016: Black Mirror (Fernsehserie, Folge 3x01 Abgestürzt)
- 2017: Bees Make Honey
- 2017: Please Stand By
- 2017: The Stolen
- 2018: Untogether
- 2018: Marvel’s Iron Fist (Fernsehserie, 10 Folgen)
- 2018: Replicas
- 2018: Tödlicher Irrtum (Ordeal by Innocence, Miniserie, 3 Folgen)
- 2019: Bombshell – Das Ende des Schweigens (Bombshell)
- 2020: Belgravia – Zeit des Schicksals (Belgravia, Miniserie, 6 Folgen)
- 2021: Warning
- 2022: The Infernal Machine
- 2023: The Lovers (Fernsehserie, 5 Folgen)
- 2023: Freelance
- 2023: The Queen Mary (Haunting of the Queen Mary)
- 2024: The Last Girl (Cult Killer)
- 2024: Take Cover